# Spitalul amorului. O prefață
"Spitalul amorului". O prefață este o prefață scrisă de Ion Luca Caragiale la un volum de poezii de alcov scris de Anton Pann.